# Tshangu
Le district de la Tshangu est l'un des districts de la ville-province de Kinshasa en République démocratique du Congo ; il est situé à l'est de la capitale. C'est de très loin le district le plus étendu de Kinshasa, mais aussi le plus rural.
Il est composé des communes de Kimbanseke, Maluku, Masina, Ndjili et Nsele. Il tire son nom d'une des rivières affluentes du fleuve Congo qui traverse son territoire.
C'est notamment sur ce district qu'on trouve l'aéroport international de Ndjili.

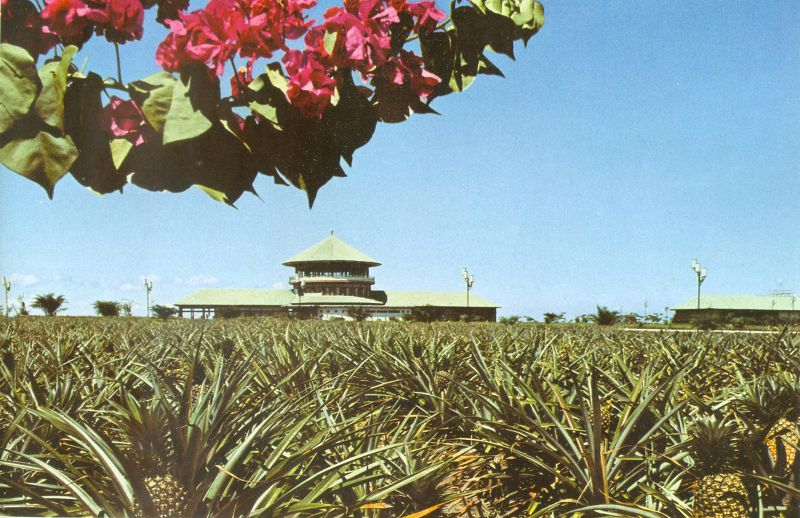
Plantation d'ananas en 1974 dans la commune de Nsele.

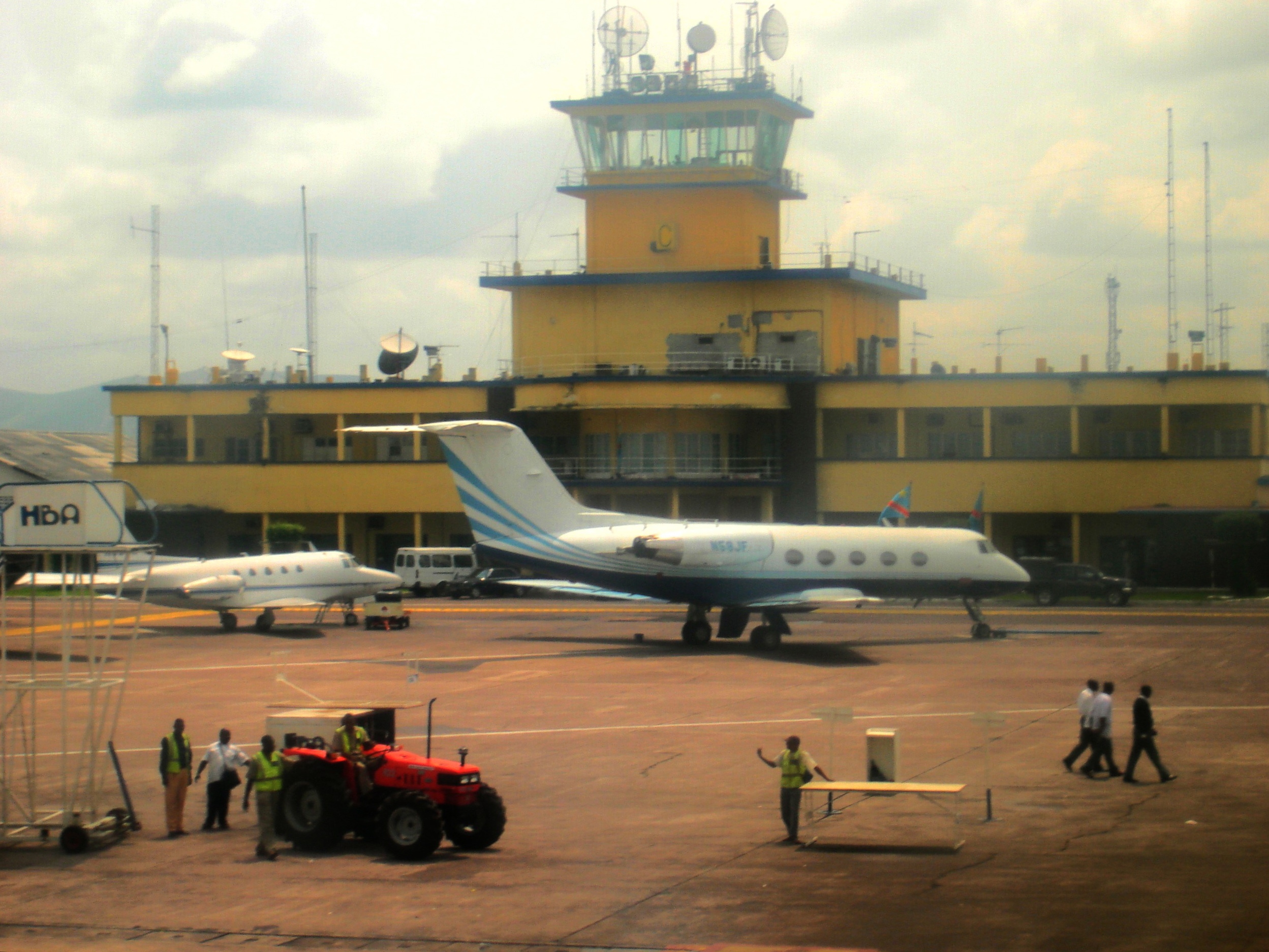
L'aéroport international de Ndjili.

| \| Les 4 districts et les 24 communes de Kinshasa \| \| v · d · m \| |                    |           |
| District de la Lukunga District de la Funa District du Mont-Amba District de la Tshangu Brazzaville Fleuve Congo Pool Malebo M’Bamou Baie de Ngaliema Gombe Barumbu Kin. Ling. K.-V. Ng.-Ng. Kal. Banda- lungwa Kintambo Ngaliema Selembao Bumbu Makala Ngaba Lemba Limete Matete Kisenso Masina Ndjili Kimbanseke Nsele Mont-Ngafula Nsele Maluku |                    |           |
| abréviations : Kinshasa (Kin.), Kasa-Vubu (K.-V.), Lingwala (Ling.), Ngiri-Ngiri (Ng.-Ng.) |                    |           |
| Les 4 districts et les 24 communes de Kinshasa | Blason de Kinshasa | v · d · m |